# Rêmige (elemento da flecha)

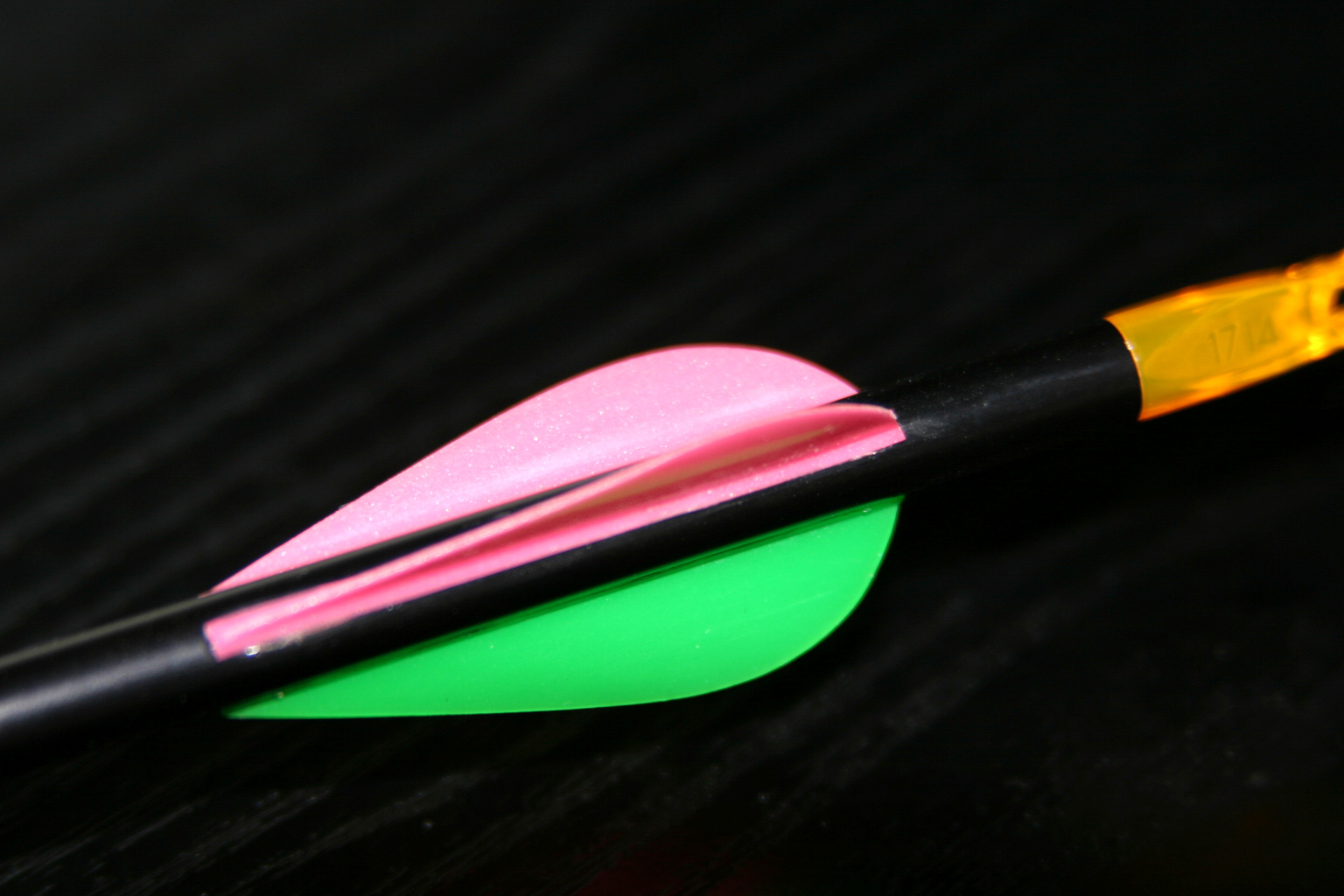
Três rêmiges de plástico, a rêmige guia é a de cor verde.

Rêmige é cada peça utilizada na estabilização aerodinâmica de flechas (são aletas de flechas).
Tradicionalmente, as rêmiges consistiam em penas amarradas na parte de trás da flecha, porém atualmente os plásticos modernos são mais utilizados.
O mais convencional são flechas com três rêmiges para que nenhuma entre em contato com o arco quando a flecha é disparada.[carece de fontes?] Porém o uso de quatro rêmiges, geralmente simétricas, também é visto em uso em flechas de tipos especiais de arco.[carece de fontes?]